# リサ長尾
リサ長尾（りさながお）は、日本の女性歌手。日本歌手協会会員、日本ラテンアメリカ音楽協会会員、長尾ピアノアカデミー院長。ラテンボーカリストとして、三越劇場、ラテンフェスティバル、都民芸術フェスティバル、横浜アリーナライブ 等、数多くのステージで活躍。また、毎年後援会主催のリサイタルも開催している。
静岡県裾野市出身。国立音楽大学卒業後、不二聖心女学院音楽講師を経て、長尾ピアノアカデミーを設立。院長として幼児、小中高生、音大受験生、音大生、音楽教室講師、また、趣味で楽しむ人などにも技術の向上、感動する心、豊かな音楽性、それぞれ個性に合った教育を心がけ、後進の指導に積極的に取り組んでいる。毎年ピアノ発表会を実施。
ソングライターとしてもBMGビクター他よりシングル「心に花を」「花の冠」「おかあさん」「萩の咲く道」をリリース。オリジナル曲、CM等多数。「国際ロータリークラブ世界大会歌」「戸田村開村100記念歌」等も手掛けている。
高齢化社会の福祉にも力を入れており、老人福祉の為のコンサートを企画、出演し、裾野市より感謝状を受けるなど音楽を通じた広い範囲で活動している。